# عمر غولان
عمر غولان (بالعبرية: עומר גולן‏) (مواليد 4 أكتوبر 1982 في حولون) لاعب كرة قدم إسرائيلي دولي يجيد اللعب في خط الهجوم . يلعب حاليا لصالح نادي لوكيرين البلجيكي منذ 2008 .

## مسيرته الكروية
لعب عمر غولان خلال مسيرته الاحترافية مع ناديين في خمسة عشر موسمًا وسجل خلالها 95 هدفًا ضمن 315 مباراة. ولم يفز بأي موسم بالكأس أو بالدوري.
خاض عمر غولان مسيرته مع مكابي بتاح تكفا في موسم 2000–01 في المرة الأولى ليلعب معه ثمانية مواسم ثم في موسم 2010–11 ليلعب معه أربعة مواسم، مشاركًا طوالها في 253 مباراة سجل خلالها 82 هدفًا. ثم انتقل إلى نادي لوكيرين في موسم 2007–08 واستمر معه طيلة ثلاثة مواسم، حيث شارك في 62 مباراة سجل خلالها 13 هدفًا.

## روابط خارجية
- عمر غولان على موقع الاتحاد الأوربي (الإنجليزية)
- عمر غولان على موقع قاعدة بيانات كرة القدم.إي يو (الإنجليزية)
- عمر غولان على موقع ناشيونال فوتبول تيمز (الإنجليزية)
- عمر غولان على موقع كووورة